# Уисам ал-Хасан
Уисам ал-Хасан (на арабски: وسام عدنان الحسن‎; на английски: Wissam Adnan al-Hassan‎; 11 април 1965 – 19 октомври 2012) е висш ливански офицер – бригаден генерал от вътрешните сили за сигурност на Ливан, ръководител на разузнавателната служба.
Той е сред лидерите на „сунити“те в Ливан и ключов член на опозиционната коалиция „14 март“, но не е политик.
Починал на 19 октомври 2012 г. в Бейрут при кола-бомба, при който загиват 8 души и са ранени стотици повече. Експлозията е свързана с Гражданската война в Сирия.